# Українсько-оманські відносини
Українсько-оманські відносини — відносини між Україною та Султанатом Оман. 

## Історія
Оман визнав незалежність України 28 грудня 1991. Дипломатичні відносини між країнами було встановлено 19 травня 1992 року. Оман належить до зони відповідальності Посольства України в Саудівській Аравії, Україна — до зони відповідальності Посольства Султанату в Німеччині (раніше – в РФ).

## Торгівля

### 2020
Експорт товарів з України 85,3 млн дол. США, імпорт в Україну — 22,5 млн дол. США. Негативне сальдо становить 92,414 млн дол. США. Позитивне сальдо для України становить 62,8 млн дол. США.

### 2021
Експорт товарів з України 187,1 млн дол. США, імпорт в Україну — 16,3 млн дол. США. Негативне сальдо становить 92,414 млн дол. США. Позитивне сальдо для України становить 170,8 млн дол. США.